# Тугий вузол
«Тугий вузол» (рос. «Тугой узел») — радянський чорно-білий художній фільм-драма 1957 року режисера Михайла Швейцера, знятий на кіностудії «Мосфільм».

## Сюжет
За повістю Володимира Тендрякова «Тугий вузол». Голова колгоспу Гмизін як може допомагає Саші Комєлєву, синові недавно померлого секретаря райкому партії. Юнак вступає на заочне відділення інституту і починає працювати в колгоспі. З'являється у нього й кохана — чорноока Катя… Новий секретар райкому Мансуров спочатку запалює всіх своєю енергією, прагненням вивести район в передові. Але незабаром багато хто усвідомлює, що керується він не повагою до людей, а лише власним честолюбством.

## У ролях
- Віктор Авдюшко — Павло Сергійович Мансуров, секретар райкому
- Микола Сергєєв — Гнат Єгорович Гмизін, голова колгоспу
- Олег Табаков — Саша Комєлєв, молодий комуніст
- Павло Волков — Федосій Савелійович Мургін, голова колгоспу
- Валентина Пугачова — Катя Зеленцова
- Валентина Березуцька — Настя Баклушина
- Володимир Ємельянов — Олексій Володимирович Курганов, секретар обкому партії
- Петро Кірюткін — Євлампій Ногін, секретар парторганізації колгоспу
- Світлана Коновалова — Анна Мансурова
- Анатолій Дудоров — Серафим Обидьоннов, інструктор райкому партії
- Микола Хрящиков — Степан Петрович Комєлєв-старший
- Григорій Михайлов — шофер
- Олена Максимова — мати Сашка
- Гавриїл Бєлов — Пятерський, голова колгоспу
- Антоніна Богданова — дружина Гмизіна
- Лілія Гурова — Авдотья, скотарка
- Ігор Бєзяєв — начальник ферми
- Віра Бурлакова — скотарка
- Юрій Медведєв — Мєшков
- Олександра Денисова — Наталія, скотарка
- Олена Вольська — телеграфістка
- Валентина Владимирова — Клавдія Позднякова, скотарка
- Євген Буренков — Федір Авдєєв
- Іван Жеваго — Мартинов
- Михайло Воробйов — колгоспник
- Віктор Сидоров — колгоспник
- Микола Сібейкін — колгоспник
- Валерій Пушкарьов — голова колгоспу
- Сергій Бондарчук — текст від автора

## Знімальна група
- Режисер — Михайло Швейцер
- Сценарист — Володимир Тендряков
- Оператор — Олексій Темерін
- Композитор — Веніамін Баснер
- Художник — Давид Виницький